# 무마킬

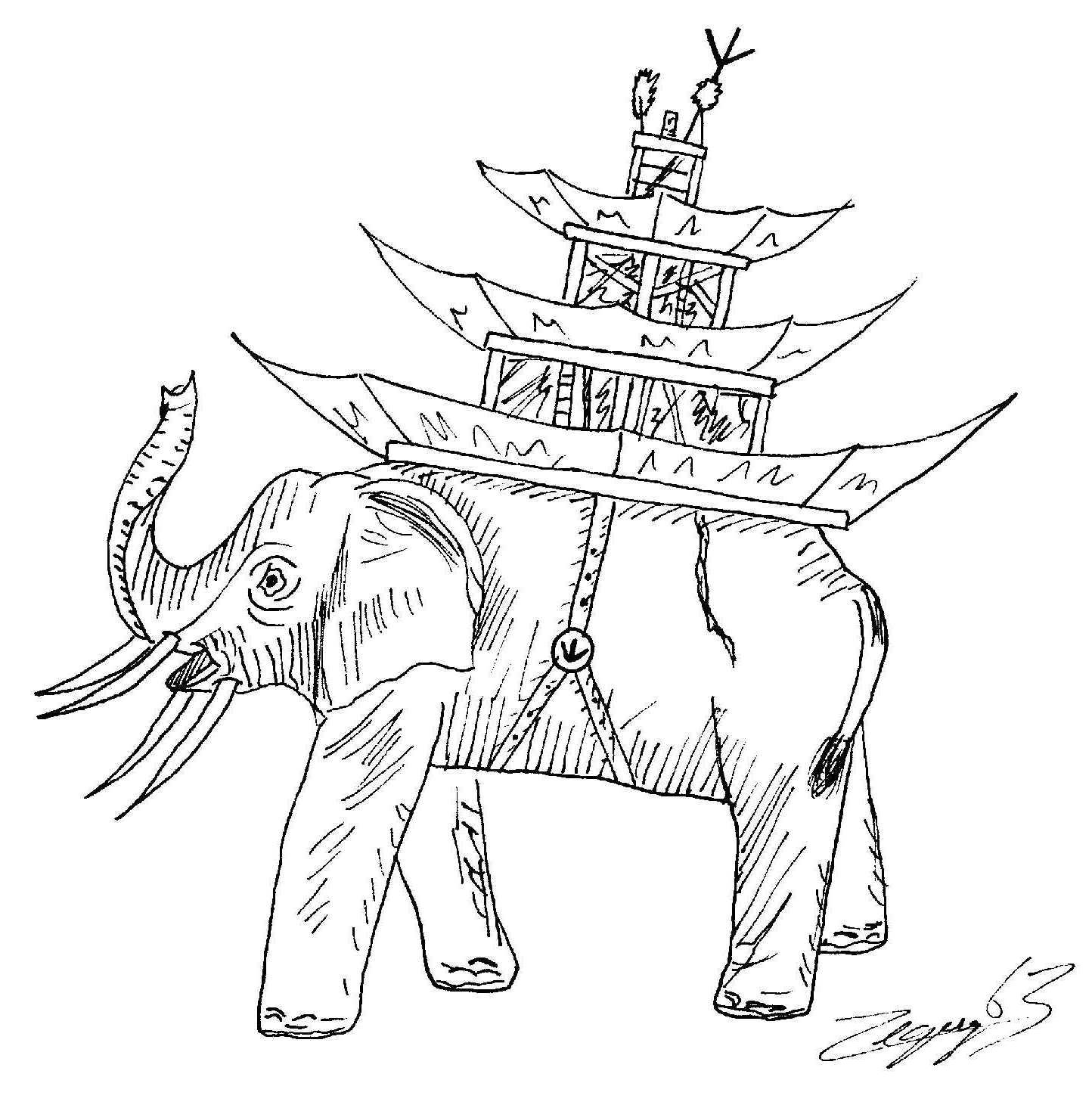
무마킬

무마킬(Mûmak)은 J. R. R. 톨킨의 소설 시리즈에 등장하는 가운데땅에 있는 코끼리부대이다. 오크들이 위에 타서 활을 쏘며, 코끼리가 강력한 파괴력으로 땅을 내려치거나, 직접 대상을 내려쳐 공격한다. 무마킬은 반지의 제왕: 왕의 귀환에서 로한의 기마병 부대를 한숨에 밟아벼렸다.